# 盧森堡的腓特烈
盧森堡的腓特烈（德語：Friedrich von Luxemburg，965年—1019年10月6日），莫瑟爾高伯爵，盧森堡的西格弗里德之子、巴伐利亞公爵亨利五世的弟弟，阿登家族的成員。

## 家庭
腓特烈的妻子是維特羅的伊爾姆特魯德，兩人共有4子2女：
1. 亨利七世（—1047年）
2. 腓特烈（英语：Frederick, Duke of Lower Lorraine）（—1065年）
3. 吉塞爾貝特（—1059年），康拉德一世的父親
4. 阿達爾貝羅（—1072年）
5. 伊米莎（—1055/56年），與韋爾夫二世結婚
6. 奧麗芙（—1030年），與博杜安四世結婚